# Kaiser
Die deutsche Titelbezeichnung Kaiser (weiblich Kaiserin) leitet sich vom Namen des römischen Politikers Gaius Iulius Caesar ab, der am Ende der römischen Republik als De-facto-Staatsoberhaupt fungierte. Die Herrschaft und selten auch der Herrschaftsbereich werden entsprechend als Kaisertum bezeichnet. In der Antike hießen seit der Zeit des Augustus, des Großneffen Caesars, die Herrscher des Römischen Reichs Imperator Caesar Augustus (siehe auch Prinzipat und Spätantike). Während im Oströmisch-Byzantinischen Reich das Kaisertum bis 1453 existierte, erlosch das weströmische Kaisertum je nach Standpunkt im Jahre 476 oder 480.
Im europäischen Mittelalter wurden nach der „Erneuerung“ des westlichen Kaisertums durch Karl den Großen im Jahr 800 auch die vom Papst gekrönten Herrscher des Frankenreiches und später des Heiligen Römischen Reiches als Kaiser bezeichnet. Der bereits zuvor vorhandene sakrale Aspekt des Kaisertums wurde stärker als bislang christlich interpretiert, die westlichen Kaiser wurden als Beschützer des Abendlandes und des christlichen Glaubens angesehen. Ihnen sollte damit verbunden auch die Ehrenhoheit über die lateinisch-christlichen Könige zustehen, wenngleich dies faktisch nicht oder kaum durchzusetzen war. Beim mittelalterlichen Kaisertum handelte es sich somit um eine „gesteigerte Königsherrschaft“, analog zum Großkönig („König der Könige“). In der Neuzeit verlor der Titel seinen sakralen und universalen Charakter, wurde zunehmend mit dem Königstitel identisch und zudem auch auf nichtchristliche, außereuropäische Herrscher bezogen, insbesondere wenn diese eine göttliche Herkunft geltend machten. Seit 1979 wird als einziger Monarch nur noch der Tennō von Japan als Kaiser bezeichnet.

## Etymologie
Das althochdeutsche keisar leitet sich von dem lateinischen Eigennamen Caesar des Gaius Iulius Caesar ab, der in der Antike [kaisar] ausgesprochen wurde, im Griechischen [kaisar] oder [kaisaros]. Der Wandel des Eigennamens Caesar zum Herrschertitel Caesar wurde nicht, wie mit Verweis auf eine Anekdote bei Suetonius (Caesar 79.2) manchmal behauptet wurde, von Caesar selbst schon vorweggenommen; dieser Wandel erfolgte erst in einem achteinhalb Jahrzehnte dauernden Prozess vom Tod Gaius Iulius Caesars 44 v. Chr. bis zum Amtsantritt des Kaisers Claudius im Jahr 41 n. Christus. Zur selben Zeit entstand mit keisar bereits dieses vermutlich älteste lateinische Lehnwort im Germanischen. Die historisch-kulturell römisch-katholisch geprägten Völker des östlichen Mitteleuropas wie Polen, Tschechen und Ungarn sprechen von „Cesarz“, „Císař“ bzw. „Császár“. Aus der ostslawischen Entsprechung ist das russische Wort entstanden, das zum Wort Zar führte.
In den romanischen Sprachen bezeichnet dagegen ein von Imperator – dem Titel des militärischen Oberkommandeurs im Sinne von Feldherr, den ebenfalls bereits Augustus geführt hatte, der aber erst ab Nero fester Bestandteil der römisch-kaiserlichen Titulatur wurde – entlehntes Wort den Kaiser, so etwa das italienische imperatore, das spanische emperador oder das französische empereur, auf das auch das englische emperor zurückgeht. Auch im albanischen Wort mbret für „König“ ist noch das imperator zu erkennen.
In mittelhochdeutschen Schriften tauchen meist die Schreibweisen kayser, keiser oder keyser auf.

## Kaisertitel im antiken Römischen Reich

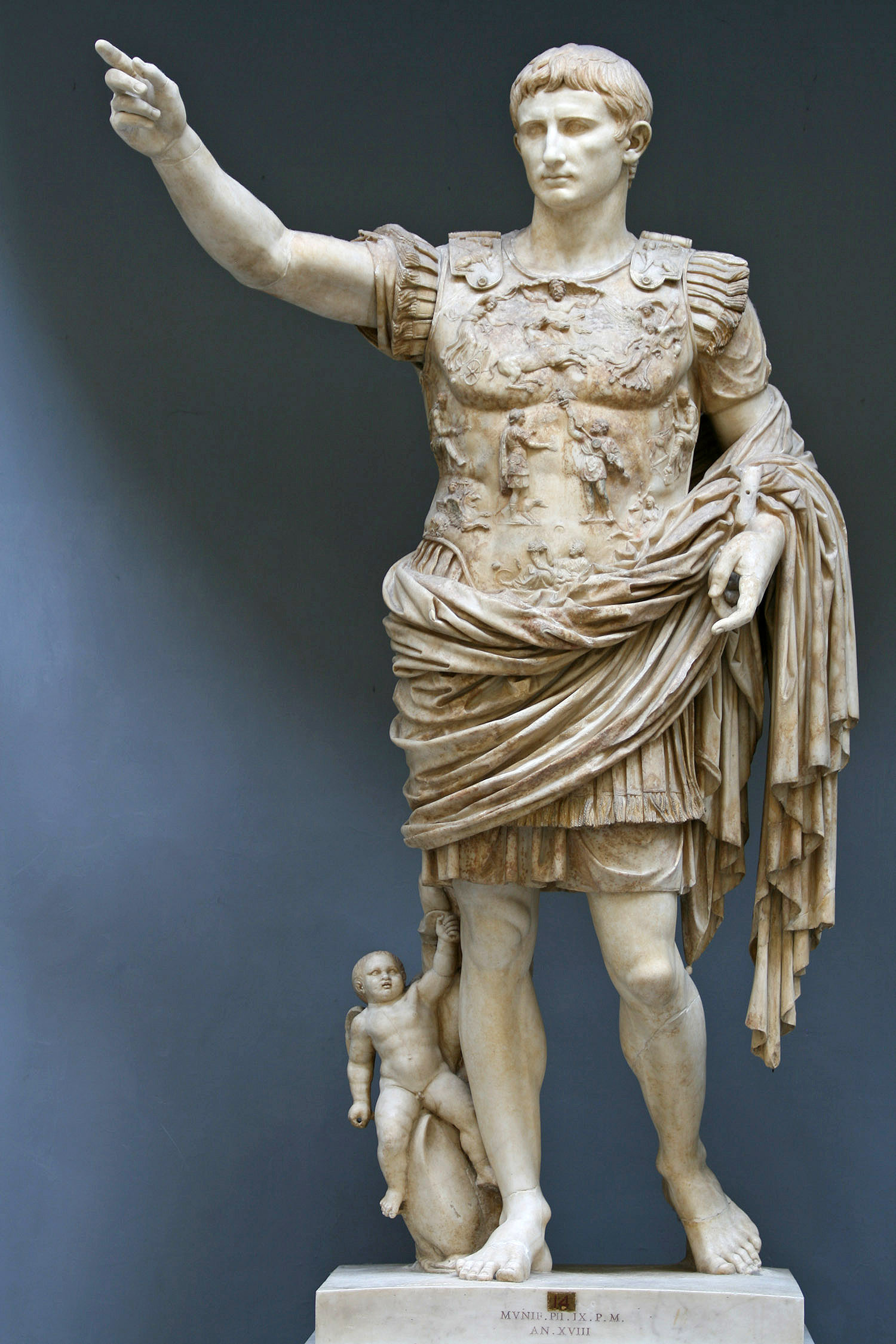
Statue des Augustus

### Entstehung des Kaisertitels unter Augustus
Nachdem Gaius Iulius Caesar in den Jahren 49 bis 45 v. Chr. im Bürgerkrieg die Alleinherrschaft über das Römische Reich errungen hatte, wagte er es nicht, sich den bei den Römern verhassten Königstitel zuzulegen. Da die frühe Römische Republik aber für Notzeiten das außerordentliche Amt des Diktators gekannt hatte, ließ sich Caesar vom Senat zum Dictator perpetuus („Diktator auf Lebenszeit“) wählen.
Zudem trug er den Titel Imperator, der sich wie auch Imperium von imperare („befehlen“) herleitet und ursprünglich die militärische Befehlsgewalt über eine Legion bezeichnete. Zur Zeit der Republik konnte jeder Befehlshaber einer Legion von seinen Truppen zum Imperator ausgerufen werden. Später blieb der Titel allein den Kaisern vorbehalten. Er bezeichnete die tatsächliche Quelle ihrer Macht, die Militärgewalt.
Als erster Kaiser der Geschichte gilt aber gemeinhin nicht Caesar, sondern sein Großneffe Gaius Octavius, der spätere Augustus. Dieser nahm nach Caesars Ermordung 44 v. Chr. dessen Namen an, da der Diktator ihn testamentarisch adoptiert hatte. Er nannte sich von 42 v. Chr. bis 38 v. Chr. Gaius Iulius divi filius Caesar (also „Gaius Iulius Caesar, Sohn des Vergöttlichten“), bis 27 v. Chr. Imperator Caesar divi filius (den Beinamen Octavian, unter dem er bei Historikern bekannt ist, hat er offiziell nicht geführt).
Nachdem auch er alle Konkurrenten um die Macht ausgeschaltet hatte, verschleierte er seine faktisch monarchische Stellung, die formal durch die Verleihung einiger wichtiger Ausnahmebefugnisse (tribunicia potestas, imperium proconsulare maius) abgesichert wurde, durch den bescheiden klingenden Titel princeps, der zuvor als princeps senatus („Erster des Senats“) einen Ersten unter Gleichen bezeichnet hatte, nun aber als „erster Bürger“ verstanden wurde. Aus diesem Titel gingen die Wörter principe (italienisch) und prince (französisch, englisch) hervor, die „Fürst“ bedeuten. Das deutsche Wort „Prinz“ stammt von altfranzösisch prince ab.
Für die angebliche „Wiederherstellung der Republik“ verlieh der Senat Octavian 27 v. Chr. den Ehrentitel Augustus, der „Erhabene“, unter dem er in die Geschichte eingegangen ist. Er hieß fortan offiziell Imperator Caesar Augustus, und alle drei Bestandteile seines Namens wurden mit der Zeit zu Herrschertiteln: Nicht nur Caesar und Augustus sowie der als Vornamen geführte Titel Imperator (das praenomen imperatoris), sondern auch seine Staatsämter, die höchsten in Rom, wurden in seiner Familie praktisch erblich, so dass der Prinzipat de facto eine Monarchie darstellte, während man de iure weiter in der res publica lebte. Dabei blieb der Ursprung des Kaisertums als Ausnahmeamt stets dadurch gewahrt, dass das Amt niemals auch de iure erblich wurde: Noch in der Spätantike musste der präsumtive Nachfolger bereits zu Lebzeiten des Vorgängers dessen Mitkaiser werden, um eine reibungslose Thronfolge zu gewährleisten. Zugleich sorgte der ewige Ausnahmecharakter der kaiserlichen Stellung dafür, dass die römischen Herrscher zwar einerseits in ihrer Stellung stets bedroht waren, weil ihre Legitimität brüchig war, andererseits aber über eine durch kein Gesetz und keine Opposition eingeschränkte Machtfülle besaßen. Eingeschränkt waren ihre Handlungsoptionen lediglich dadurch, dass sie im Falle eines Akzeptanzverlustes mit Attentaten und Usurpationen rechnen mussten.
Seit Kaiser Claudius wurde der Name Caesar endgültig zum Bestandteil der römischen Herrschertitulatur. Die Nachbarn des Imperiums benutzten ihn daher schon bald als Bezeichnung für den römischen Monarchen – sowohl in den germanischen und slawischen Sprachen als auch im Persischen und Arabischen setzte sich diese Gepflogenheit früh durch. In den romanischen leiten sich die Bezeichnungen des Herrschers hingegen meist von Imperator ab.
Spätestens seit Vespasian wurden jedem Kaiser bei Regierungsantritt und Anerkennung durch den Senat alle Sonderkompetenzen gebündelt übertragen. Alle römischen Herrscher trugen fortan bis zum Ende der Antike die drei Namen bzw. Titel Imperator Caesar Augustus, ergänzt um ihre Individualnamen und etwaige Beinamen. Die Ursprünge des Kaisertums in den Ausnahmevollmachten des Augustus blieben stets erkennbar.

### Kaiser in der Spätantike
In der Spätantike wandelte sich die Bedeutung des Titels Augustus. In der Zeit der Tetrarchie Kaiser Diokletians existierten zwei Augusti, also Seniorkaiser, denen jeweils ein eigener Herrschaftsbereich unterstand. Formal blieb das Reich dabei eine Monarchie, in der lediglich ein Herrscher andere an seinem Kaisertum teilhaben ließ; war die Hierarchie nicht eindeutig, drohten daher Rangstreitigkeiten bis zum Bürgerkrieg. Eine Tendenz zu dieser Entwicklung war bereits in der Zeit der Reichskrise des 3. Jahrhunderts erkennbar geworden, als mehrere Kaiser Mitkaiser ernannten. Als Caesar wurde nun meist ein Juniorkaiser und designierter Nachfolger bezeichnet (s. u.). Nach 285 gab es nur noch selten (324–337; 361–364) nur einen einzigen Augustus, Kaiserkollegien aus Augusti (und teils auch Caesares) wurden die Regel. Seit Valentinian I. und Valens herrschte dabei meist ein Kaiser als Augustus im Westen, ein anderer im Osten. Diese Entwicklung wurde nach dem Tod Theodosius’ I., des letzten Kaisers des Gesamtreiches, im Jahr 395 faktisch endgültig (Reichsteilung von 395), da das westliche Kaisertum 476/80 erlosch. Aus Sicht der oströmischen Kaiser bedeutete dies allerdings nur, dass auch der Westen wieder ihnen unterstand – ein Anspruch, den Justinian dann auch tatsächlich militärisch durchzusetzen versuchte. In der Tat hatte es staatsrechtlich nie eine Teilung des Römischen Reiches, sondern nur eine Teilung des Kaisertums gegeben; als diese endete, hatte der verbliebene Augustus formal Anspruch auf die Herrschaft im gesamten (ehemaligen) Imperium.
Das spätantike Kaisertum verzichtete großteils, aber niemals vollständig auf die Ideologie des augusteischen Prinzipats; die Kaiser präsentierten sich seit Diokletian unverhohlen als Monarchen und dokumentierten ihre Stellung durch Insignien wie das Diadem sowie ein ausgefeiltes Hofzeremoniell. Faktisch verfügten sie allerdings eher über weniger Macht als in der frühen und hohen Kaiserzeit; dies gilt vor allem für die weströmischen Herrscher.
Im Westen endete die Reihe der römischen Kaiser 476 mit Romulus Augustulus beziehungsweise 480 mit Julius Nepos, im Osten legte Herakleios um 625 den Titel Imperator (oder Autokrator) ab und führte fortan die Bezeichnung basileus – damit endete das spätantike Kaisertum, und das griechisch-byzantinische nahm seinen Anfang.

### Sonderbedeutungen des Titels „Caesar“
Erstmals unter Galba, konsequent dann seit der Zeit von Kaiser Hadrian wurde der Titel Caesar (ohne den Zusatz Augustus) auf den designierten Nachfolger des Herrschers angewendet. Die Reichsreform unter Kaiser Diokletian sah dann eine Vierherrschaft (Tetrarchie) von jeweils zwei Seniorkaisern (Augusti) und zwei diesen untergeordneten Juniorkaisern (Caesares) vor. Dies blieb längere Zeit üblich, so machte Konstantin der Große seine Söhne zu Caesares. Erst Kaiser Valentinian I. erhob seinen Sohn Gratian gleich zum Augustus. Zu Caesares wurden fortan nur noch solche Unterkaiser erhoben, die keine Söhne des herrschenden Augustus waren.
Im byzantinischen Reich blieb Caesar Teil der offiziellen Kaisertitulatur bis Justinian II. Anschließend taucht er weiterhin als besonderer Ehrentitel auf, fast ausschließlich innerhalb der kaiserlichen Familie. Unter Alexios I. Komnenos verliert der Titel diese Bedeutung und wird später zu einem Ehrentitel abgewertet.

### Sakraler Aspekt des Kaisertums
Zu den höchsten Ämtern im antiken Rom hatte auch das des Oberpriesters, des Pontifex Maximus, gehört, das schon Caesar innegehabt hatte. Seit 12 v. Chr. waren alle Kaiser auch Pontifex Maximus. Dies verlieh Augustus und seinen Nachfolgern neben ihrer säkularen auch eine sakrale Würde. Die sakrale Dimension des Kaisertums konnte auf eine lange Tradition zurückblicken, die bereits im Alten Orient begonnen hatte und besonders im Hellenismus auch in den Mittelmeerraum vorgedrungen war. Bereits Caesar war nach seinem Tod vergöttlicht worden, sein Nachfolger Augustus wurde damit implizit ebenfalls in die Nähe der Götter gerückt, und diese Linie wurde im antiken Rom fortgeführt. Sie gipfelte schließlich in dem rigiden Hofzeremoniell der Spätantike. Nach der Christianisierung unter Konstantin dem Großen wurde zwar der heidnische Titel Pontifex Maximus abgelegt (wenn auch erst unter Gratian und Theodosius I.), die Sakralität der Kaiserwürde blieb davon aber faktisch weitgehend unangetastet, da sich nun die Idee eines Gottesgnadentums entwickelte.
Auch die byzantinischen Kaiser, die russischen Zaren und die Kaiser des Heiligen Römischen Reichs leiteten aus den sakralen, zuweilen als Sakrament verstandenen Riten ihrer Krönung eine priestergleiche Stellung ab sowie den Anspruch, als höchste weltliche Würdenträger dem Papst gleichgestellt zu sein. Dieser Anspruch und die damit verbundenen Eingriffe der Kaiser in den kirchlichen Bereich führten im Abendland im 11. Jahrhundert zu einem schweren Konflikt zwischen dem römisch-deutschen Kaisertum und dem römischen Papsttum, dem Investiturstreit, in dem letzteres sich weitgehend durchsetzte und später gar selbst für sich in Anspruch nahm, über das Kaisertum und sogar die Wahl des Rex Romanorum zu verfügen. Dieser Anspruch wurde jedoch im 14. Jahrhundert endgültig abgewiesen (siehe Goldene Bulle). Aber auch in den anderen abendländischen Königreichen kam es, wenn auch nicht in dieser Härte, zu einem Disput. Im Osten – sowohl in Byzanz als auch in Russland – gelang es den Kaisern und den Zaren dagegen stets, den Vorrang vor den Patriarchen ihrer jeweiligen orthodoxen Kirchen zu wahren.

### Prekäre Stellung des römischen Kaisers
Die römische Monarchie war in den Augen vieler Althistoriker ein „Akzeptanz-System“ (Egon Flaig): Wie jede legitime Regierung war auch die römische auf die Zustimmung oder zumindest Duldung durch die Mehrheit angewiesen; aufgrund ihrer Ursprünge in einem Ausnahmeamt war es für die römischen Herrscher aber besonders schwierig, sich diese zu sichern. Da man formal noch immer in der res publica lebte, gab es für einen Alleinherrscher keine alleinige, unbestreitbare Quelle von Legitimität (wie z. B. Erbfolge oder Wahl). Aus ebendiesem Grund war die kaiserliche Stellung de iure nicht erblich. Zwar war das Kaisertum als solches schon recht bald nach Augustus unbestritten, aber die Person des Monarchen konnte in Rom besonders leicht in Frage gestellt werden, seine Legitimität besonders leicht bezweifelt werden. Der Kaiser musste also von den relevanten Gruppen des Reiches akzeptiert werden, damit er sich an der Macht halten konnte. Diese Gruppen waren zunächst (27 v. Chr. bis ungefähr 260 n. Chr.) der Senat, die plebs urbana in Rom und das Militär (Praetorianer und Legionäre). Es konnte sich keine Instanz herausbilden, die die Herrschaftsbefugnis einer Person als Ganzes verbindlich machte; es gab nie eine allgemein akzeptierte Regel für den Fall einer umstrittenen Nachfolge. Weder der Senat noch die plebs urbana oder das Heer waren befugt, einen Kaiser ein- oder abzusetzen – rief eine dieser Gruppen einen neuen Herrscher aus, so musste sich dieser die Zustimmung der anderen Gruppen erst erkaufen, erpressen oder erkämpfen. Das Heer als wichtigster Machtfaktor gewann aber faktisch rasch eine Vormachtstellung. 37 n. Chr. erhoben die Soldaten durch Akklamation Caligula zum Kaiser, was von den übrigen beiden Institutionen notgedrungen hingenommen werden musste. Aber auch das Heer war in sich nicht homogen. Kein Heeresteil konnte im Namen anderer sprechen, so dass mitunter die bewaffnete Auseinandersetzung zwischen verschiedenen Kaiserkandidaten die Entscheidung bringen musste (Vierkaiserjahr, Zweites Vierkaiserjahr). Nur wenn ein Heeresteil die Vormacht gewann, konnte er über die Kaisererhebung befinden. Das von Diokletian eingeführte System der tetrarchischen Herrschaft führte zu einer entsprechenden Anzahl von Heeren, die sich unter Umständen wieder gegenüberstehen konnten – dieser Fall trat während der Auflösung der römischen Tetrarchie nach 306 auch ein.
Die Herrschaftsübernahme durch eine Usurpation bedingte, dass der amtierende Kaiser starb oder gestürzt wurde. Daher musste der Prätendent versuchen, möglichst das Zentrum zu beherrschen. Das galt für die Prinzipatsepoche (einschließlich der Zeit der Soldatenkaiser). Bis auf Postumus, Zenobia und die Kaiser der Tetrarchie strebten fast alle danach, die Herrschaft über das gesamte Reich zu gewinnen. Im späteren 4. Jahrhundert, als sich das Mehrkaisertum etabliert hatte und sich eine regionale Aufgabenteilung unter den Mitgliedern des Kaiserkollegiums immer mehr durchsetzte, änderte sich dies grundlegend. Die Usurpatoren nach Konstantin I. wollten meist nicht das ganze Reich beherrschen, sondern nur noch ihren Teilbereich (wie Magnus Maximus).
Diese Situation ließ zwei Möglichkeiten zu: Entweder ordneten sich die Regionalkaiser dem zentralen Kaiser unter, oder aber die Herrschaftsgebiete wurden faktisch aufgeteilt. Diese letzte Entwicklung hatte zur Folge, dass das Römische Reich auf Spannungen kaum mehr als Ganzes reagieren konnte. Es gab kein Zentrum des Gesamtreiches mehr, sondern mehrere Zentren. Es gab keine Hauptstadt mehr und keine Institution, die das Reich von Syrien bis Spanien verklammerte. Die Entwicklungen liefen auseinander: Im Osten hielt sich das Kaisertum, im Westen wurde es von den Heermeistern (magistri militum) im 5. Jahrhundert schrittweise marginalisiert. Dennoch blieb die militärische Kraft des Reiches noch lange Zeit relativ intakt, und die beiden Hälften des seit 395 faktisch endgültig geteilten Imperiums kooperierten oft eng und sahen sich nicht als getrennte Staaten, sondern als ein und dieselbe res publica. Bis 450 wurden beide Hälften von eng miteinander verwandten Kaisern regiert.
Valentinian I. hatte um 370 das Heermeisteramt gestärkt. Er hatte seinen Sohn Gratian zum zweiten Augustus im Westreich erhoben. Als Valentinian starb, erhoben die beiden Heermeister Equitus und Merobaudes den 4-jährigen Sohn Valentinian II. zum Augustus. Gratian akzeptierte diesen Akt. Damit hatten sich die Heermeister erstmals und unter Ungehorsam gegenüber dem Willen des verstorbenen und in Opposition zum amtierenden Kaiser als Kaisermacher betätigt; allerdings handelte es sich bei Valentinian um den Halbbruder Gratians, sodass dies keinen Akt gegen die Kaiserfamilie darstellte. 15 Jahre später kam es zur Konfrontation zwischen Valentinian und Arbogast, im Verlaufe derer der Kaiser seinen Heermeister zu entlassen suchte, was aber nicht gelang. Dieser zerriss die Entlassungsurkunde mit den Worten: „Du hast mir das Amt nicht gegeben und wirst es mir auch nicht nehmen können“ (Zosimos IV 53f.). Arbogast war nach dem Tode seines Vorgängers (wahrscheinlich sein Vater), des fränkischen Heermeisters Bauto, von den Offizieren zu dessen Nachfolger erhoben worden, die erste echte Usurpation des Heermeisteramtes. Der junge Kaiser musste das hinnehmen. Damit trat das Heermeisteramt als selbstständige Institution neben das Kaiseramt. Die nachfolgenden Kaiser des Westens hatten die Kontrolle über das Heer verloren. Das war der Anfang vom Ende des weströmischen Kaisertums. Spätestens mit der Ermordung des Kaisers Valentinian III. durch Gefolgsleute des von ihm kurz zuvor eigenhändig erschlagenen Heermeisters Flavius Aëtius im Jahr 455 war dieser Niedergang besiegelt: Der Befreiungsschlag war missglückt.
In Ostrom hingegen gelang es den Herrschern, sich gegenüber mächtigen Aristokraten und Militärs Handlungsspielraum zu erhalten; entscheidend waren hier die letzten drei Jahrzehnte des 5. Jahrhunderts, als Kaiser Leo den übermächtigen Heermeister Aspar töten und Anastasius bis 498 auch die Macht der Isaurier zurückdrängen konnte. Fortan waren die oströmischen Kaiser wieder die unbestrittenen Machthaber im Reich, und im 6. Jahrhundert konnte der bedeutendste von ihnen, Justinian, seine Herrschaft sogar wieder über weite Teile des verlorenen Westens ausdehnen. Unter ihm erreichte auch das spätantike Hofzeremoniell, das den Kaiser entrücken und möglichst unangreifbar machen sollte, seinen Höhepunkt; es wurde in byzantinischer Zeit beibehalten und verfeinert.

## Byzantinisches Kaisertum und von ihm abgeleitete Kaisertitel

### Byzanz
Im Byzantinischen Reich bestand die römische Kaisertradition nach dem Ende der Antike im 7. Jahrhundert noch rund 800 Jahre fort – bis zur Eroberung Konstantinopels durch die Türken im Jahre 1453. Unter Kaiser Herakleios (610–641) wurde anstelle des lateinischen Augustus Imperator der griechische Titel Basileus eingeführt, was der stärker werdenden Gräzisierung des Reiches Rechnung trug. Den staatsrechtlich begründeten Anspruch, Rechtsnachfolger der antiken römischen Kaiser zu sein, gab der jeweilige Basileus von Byzanz niemals auf. Mit der seit 812 erweiterten Titulatur Basileus ton Rhomaion, „Herrscher der Römer“, machten die Kaiser in Konstantinopel diesen Anspruch noch einmal verstärkt deutlich. Vermutlich diente dies als besondere Abgrenzung zum durch Karl den Großen im Jahre 800 erneuerten Kaisertum im Westen, was in der Forschung allerdings strittig ist. Titel der byzantinischen Hauptkaiser war auch Autokrator, während Basileus – namentlich seit dem 10. Jahrhundert – an Mitkaiser vergeben wurde.
Während der Kreuzzüge wurde Konstantinopel auf Betreiben Venedigs 1204 von den Kreuzfahrerheeren eingenommen. In Konstantinopel und weiteren von den „Lateinern“ (Katholiken) beherrschten Gebieten entstand das sogenannte Lateinische Kaiserreich, ein vom päpstlichen Rom und Venedig abhängiger, vor allem von französischen Adligen regierter Kreuzfahrerstaat. Derselbe sah sich faktisch – sowohl durch erfolgreiche „griechische“ Gegenoffensiven als auch durch das Unabhängigkeitsbestreben der eigenen „fränkischen“ Vasallen – sehr bald auf die Hauptstadt Konstantinopel beschränkt. Mit deren Rückeroberung durch die griechischen Kaiser von Nikaia 1261 endete das Lateinische Kaiserreich, der letzte Kaiser Balduin II. (1228–1261) verstarb 1273 im Exil. Sein Sohn Philipp von Courtenay hielt jedoch seinen Anspruch auf den Thron als Titular-Kaiser aufrecht († 1283), seine Enkelin Katherina II. von Courtenay († 1346) vererbte den lateinischen Kaiser-Titel an ihren Sohn Robert von Anjou, den Fürsten von Tarent († 1366). Nach dem Aussterben der tarentinischen Anjou 1373 fiel das Titular-Kaisertum an Jacques des Baux, nach dessen Tod an den französischen Prinzen Ludwig I. (Louis I.), Herzog von Anjou († 1384). Dessen Sohn Ludwig II. (Louis I.) von Anjou scheint 1384 als Letzter Anspruch auf den kaiserlichen Titel erhoben zu haben. Dieses jüngere Haus Anjou, das im 14. und 15. Jahrhundert mit wechselndem Erfolg auch Anspruch auf die Königskrone von Sizilien (genauer: auf das Teilreich von Neapel) erhob, starb 1480 mit Graf Rene von der Provence aus, der als Titularkönig von Jerusalem, Sizilien und Aragon auch die Ansprüche auf den lateinischen Kaisertitel geerbt hatte. Diese fielen letztlich – ohne dass sie offensichtlich noch geltend gemacht worden wären – an Renes Erben: die Könige von Frankreich und die Herzöge von Lothringen und Bar, und über diese wiederum das österreichische Kaiserhaus Habsburg-Lothringen. Andreas Palaiologos verkaufte seinen Anspruch an König Karl VIII. von Frankreich und vererbte sie später an den spanischen Königen, jedoch erhielt dieser Titel keine nennenswerte Verwendung mehr.

### Nikaia (Nizäa)
Nach der Eroberung Konstantinopels 1204 hatten sich in scharfer Opposition zum Lateinischen Kaiserreich etliche „griechische“ (d. h. orthodoxe) Nachfolgestaaten gebildet, unter denen einige den Anspruch auf den vakant gewordenen byzantinischen Kaisertitel erhoben. Der mächtigste Teilstaat war das zuerst von den Laskariden, ab 1258/59 von den Palaiologen regierte Kaiserreich Nikaia (lateinisch auch: Nicaea), dem es schließlich gelang, Konstantinopel 1261 zurückzuerobern und das Byzantinische Reich unter der Dynastie der Palaiologen für nochmals fast zwei Jahrhunderte wieder zu errichten. Der letzte byzantinische Kaiser Konstantin XI. Palaiologos (1449–1453) kam während der Eroberung seiner Hauptstadt durch die Osmanen im Kampf ums Leben. Seitenzweige der Palaiologen-Dynastie überlebten langfristig in Italien (Markgrafen von Montferrat) und bis heute in Frankreich; aus letzterer Linie stammen einflussreiche Personen wie der auch schriftstellerisch begabte Botschafter am Zarenhof Maurice Paléologue (1859–1944), der im Ersten Weltkrieg eine wichtige politische Rolle spielte und dessen Memoiren eine wichtige historische Quelle sind.

### Trapezunt
Weniger erfolgreich waren – trotz besserer dynastischer Ansprüche – die konkurrierenden Staaten von Königreich Thessaloniki, deren Herrscher aus der bis 1204 regierenden byzantinischen Kaiserdynastie der Angeloi stammten und von 1215 bis 1240 ebenfalls Anspruch auf den Kaisertitel erhoben, sowie das im nördlichen Kleinasien gelegene Kaiserreich Trapezunt, das von Nachfahren der bis 1185 in Byzanz regierenden Kaiserdynastie der Komnenen beherrscht wurde. Während Thessaloniki teils von Nikaia erobert wurde, teils in untergeordnete Teilfürstentümer (Despotate) zerfiel, konnte Trapezunt seine Eigenständigkeit sogar länger als das 1453 von den Osmanen eroberte Byzantinische Reich behaupten.
1282 gab die herrschende Dynastie jedoch den Anspruch auf den Titel „Kaiser der Rhomäer“ auf und anerkannte damit die nominelle Suprematie des Kaisers im Konstantinopel. Dies ging einher mit einer dynastischen Verbindung beider Herrscherhäuser. Mit Andronikos II. war der byzantinische Kaiser am Anfang des 14. Jahrhunderts sogar zeitweise Regent von Trapezunt. Ähnlich wie Byzanz in seiner Spätzeit war allerdings auch Trapezunt längst zu einem türkischen Vasallenstaat geworden – zuerst abhängig vom kleinasiatischen Sultanat Ikonium (Konya), dann von den Osmanen. Diese erzwangen 1461 die Kapitulation von Trapezunt, setzten den letzten „Großkomnenen“ David Komnenos (1458–1461) ab und ermordeten den Exkaiser und fast seine ganze Familie 1466.

### Russisches Kaiserreich
So wie sich zunächst die fränkischen und später die deutschen Könige als Nachfolger der weströmischen Kaiser sahen, so betrachteten sich die russischen Großfürsten seit dem Fall von Konstantinopel als rechtmäßige Erben des oströmischen Kaisertums, obwohl sie im internationalen Austausch dies nie darauf zurückführten. Sie waren mit dem Fall Konstantinopels die angesehensten Herrscher orthodoxen Glaubens, und Großfürst Iwan III. hatte 1472 Zoe (russ. Sofia), eine Nichte des letzten Kaisers von Byzanz Konstantin XI. Paläologos geheiratet.
Unter Iwan III. wurde die Idee von Moskau als „Drittem Rom“ formuliert und der Titel „Zar“ verwendet. Der Zarentitel stand für zwei Dinge: Die uneingeschränkte Selbstherrschaft der russischen Herrscher und den Schutz des wahren Glaubens (das heißt des orthodoxen Glaubens). Doch die europäischen Mächte zögerten mit der Gewährung beziehungsweise nach der Krönung Iwan IV. des Schrecklichen 1547 mit der Anerkennung des Zarentitels. Das Problem der Anerkennung des Zarentitels durch die anderen europäischen Mächte lag in der Problematik der Vergleichbarkeit des Titels begründet. Der Begriff Zar hatte innerhalb des europäischen Staatensystems keine Bedeutung und ließ sich auch nicht problemlos in dieses einordnen. Da sich die russischen Herrscher dieses Titels jedoch bedienten und immer mehr an Bedeutung für Europa gewannen, mussten sich die anderen europäischen Regenten mit diesem fremden Titel auseinandersetzen. Die Mächte Europas wussten nicht, wie sie den Zarentitel übersetzen sollten. Von Anfang an wurden in den Übersetzungen die Worte „imperator“, „Keyser“ oder „emperor“ gebraucht. Es ging den Moskauer Großfürsten bei der Annahme der Zarentitulatur nicht darum, ein Teil des europäischen Staatensystems zu werden, sondern den Titel als Ausdruck der Unabhängigkeit und Selbständigkeit des Großfürstentum Moskaus zu führen. Hätten die Herrscher Moskaus die Einordnung ihres Reiches in das europäische Hierarchiegefüge als ihr vornehmliches Ziel gesehen, hätten sie eine den europäischen Herrschern bekannte Titulatur gewählt und so ihre geforderte Position darin dokumentiert. Dies wird deutlich dadurch, dass sich die Moskauer Herrscher nicht für eine königliche Würde, sondern bewusst für den Zarentitel entschieden.
Erst Zar Peter I. („Peter der Große“) nahm am 20. Oktober 1721 den Titel „Imperator und Selbstherrscher (Autokrat) aller Russen – Zar zu Moskau, Kiew, Wladimir, Nowgorod, Kasan und Astrachan“ oder „Kaiser aller Reußen“ an und machte einen Monat später am 21. November die Titulatur als „Kaiserliche Majestät“ (Imperatorskoje Welitschestwo) bekannt. Aber erst nach und nach wurde den russischen Herrschern auch im westeuropäischen System der Höfe und der Diplomatie die Ebenbürtigkeit mit dem Kaiser-Titel zuerkannt. Den Titel Imperator trugen die russischen Herrscher bis zum Sturz Nikolaus’ II. im Jahr 1917. Der Titel „Zar“ blieb in nachgeordneter Position im vollständigen Titel erhalten.

### Kaisertitel in Bulgarien
Das byzantinische Vorbild wirkte sich im Hochmittelalter auf größere Reichsbildungen slawischer Völker auf dem Balkan aus, die in offener Konkurrenz zum byzantinischen Kaisertum ebenfalls den Kaiser- oder Zarentitel annahmen, wobei jedoch anzumerken ist, dass der byzantinische Kaisertitel Basileus dem römischen Imperator entsprach, das slawische Zar aber eben nur dem nachrangigen Caesar-Titel. Zar war also nicht automatisch mit Kaiser gleichzusetzen. Bulgarische und serbische Zaren strebten daher nach einer eindeutigen Rangerhöhung.
Den ersten Versuch dieser Art unternahm Boris I., der nach seiner Taufe als Knjas erster christlicher Herrscher von Bulgarien wurde. Internationale Anerkennung erfolgte unter Simeon I. († 927), der 912 vom Patriarchen von Konstantinopel Nikolaus I. zum „Basileus (Kaiser) der Bulgaren“ gekrönt wurde und damit de facto für kurze Zeit ranggleich mit dem byzantinischen Kaiser war. Nach der Niederlage der Byzantiner in der Schlacht von Anchialos erklärte er sich darauf – dem Kaisertitel entsprechend – nun zum „Zaren der Bulgaren und Rhomäer“. Der Titel verrät, dass es Simeon nicht wie zunächst angenommen um ein bulgarisches Kaiserreich ging, sondern um die Übernahme des byzantinischen Kaisertitels und seiner Hauptstadt Konstantinopel, die er zu erobern trachtete. Beides misslang, das Erste Bulgarische Reich wurde 100 Jahre später (1018) durch die Byzantiner wieder zerstört. Die Dynastie der Asseniden knüpfte an die Zarentradition 1185 wieder an, und nach der Eroberung von Konstantinopel (1204) dachten die bulgarischen Zaren erneut, den byzantinischen Kaisertitel übernehmen zu können, wurden jedoch vom Lateinischen Kaiserreich geschlagen. Das Zweite Bulgarische Reich verlor im 14. Jahrhundert an Macht und Bedeutung, längst bevor es 1393 von den Osmanen erobert wurde.
Als das seit 1878 autonome Fürstentum Bulgarien 1908 seine Unabhängigkeit vom Osmanischen Reich erklärte, nahm der bisherige Fürst Ferdinand I. in Anknüpfung an die mittelalterliche Großreich-Tradition den Zarentitel wieder an. Im internationalen Vergleich ließ er sich jedoch als König, nicht als Kaiser bezeichnen.

### Kaisertitel in Serbien
Statt Bulgarien wurde das Königreich Serbien zum neuen Herausforderer von Byzanz, dessen Herrscher Stefan Uroš IV. Dušan († 1355) im Jahre 1346 als „Zar der Serben und Rhomäer“ demonstrativ den Kaisertitel annahm, auch hier eher ein Gegenkaisertum zu Byzanz statt eines serbischen Kaiserreichs. Dušans Reich zerfiel nach dem plötzlichen Tode seines Gründers rasch, noch bevor die Osmanen die Serben ihrer Herrschaft unterwarfen. Keiner seiner Nachfolger beanspruchte den Kaisertitel, die seit 1878 wieder unabhängigen Fürsten Serbiens nannten sich ab 1882 Könige.

## Westeuropäisches Kaisertum und Kaisertitel (800–1918)

### Kaisertitel im Fränkischen Reich
Nach dem Untergang des Weströmischen Reiches und der Absetzung des letzten Usurpators im italischen Reichsgebiet Romulus Augustulus im Jahr 476 und vier Jahre später der Ermordung von Julius Nepos, dem letzten legitimen Kaiser, riss die Kaisertradition im Westen zunächst ab. Die oströmischen Kaiser erhoben den Anspruch, nunmehr die rechtmäßigen Herrscher des gesamten Römischen Reiches zu sein, denn formal existierte das römische Imperium im Osten ungebrochen fort. Justinian I. (527–565) vermochte durch die Eroberung von Teilen Italiens, Spaniens und Nordafrikas diesen Anspruch zeitweilig auch machtpolitisch zu untermauern. Im 7. und 8. Jahrhundert jedoch war der oströmische/byzantinische Anspruch im Westen angesichts der erstarkenden frühmittelalterlichen Königreiche der Franken oder Langobarden sowie der islamischen Eroberung Nordafrikas und großer Teile Spaniens nur noch theoretisch.
Die Kaiserkrönung des Frankenkönigs Karls des Großen am Weihnachtstag des Jahres 800 in Rom wurde daher als machtpolitisch begründete Wiederherstellung des Römischen Reichs (beziehungsweise des Kaisertums) im Westen (restauratio imperii) beziehungsweise als Übertragung desselben auf den Frankenkönig (translatio imperii) betrachtet. 812 erlangte Karl der Große auch die Anerkennung der Gleichrangigkeit seines Kaisertitels vom byzantinischen Kaisertum.
Karl der Große nannte sich serenissimus Augustus a deo coronatus magnus, pacificus, imperator romanum gubernans imperium, qui et per misericordiam dei rex Francorum et Langobardorum, „allergnädigster, erhabener, von Gott gekrönter, großer, Friede bringender Kaiser, der das römische Reich regiert, durch Gottes Barmherzigkeit auch König der Franken und Langobarden“. Vor allem die Herrschaft über das Langobardenreich, mithin das langobardische (lombardische) Königreich Italien, wurde seither zum machtpolitischen Schlüssel des norditalienischen Kaisertums (Reichsitalien). Dieses wurde während des 9. Jahrhunderts in verschiedenen Linien der Karolinger tradiert, wobei zuletzt zwei ostfränkische (deutsche) Karolinger-Könige – Karl III. (Karl der Dicke, 887–888) und Arnulf von Kärnten (896–899) – zu Kaisern aufstiegen, geriet jedoch mit dem Machtverfall der Karolinger im frühen 10. Jahrhundert in die Hände burgundischer oder norditalienischer Könige, um nach 924 für knapp drei Jahrzehnte vollends außer Gebrauch zu kommen.

### Kaiser des Heiligen Römischen Reiches

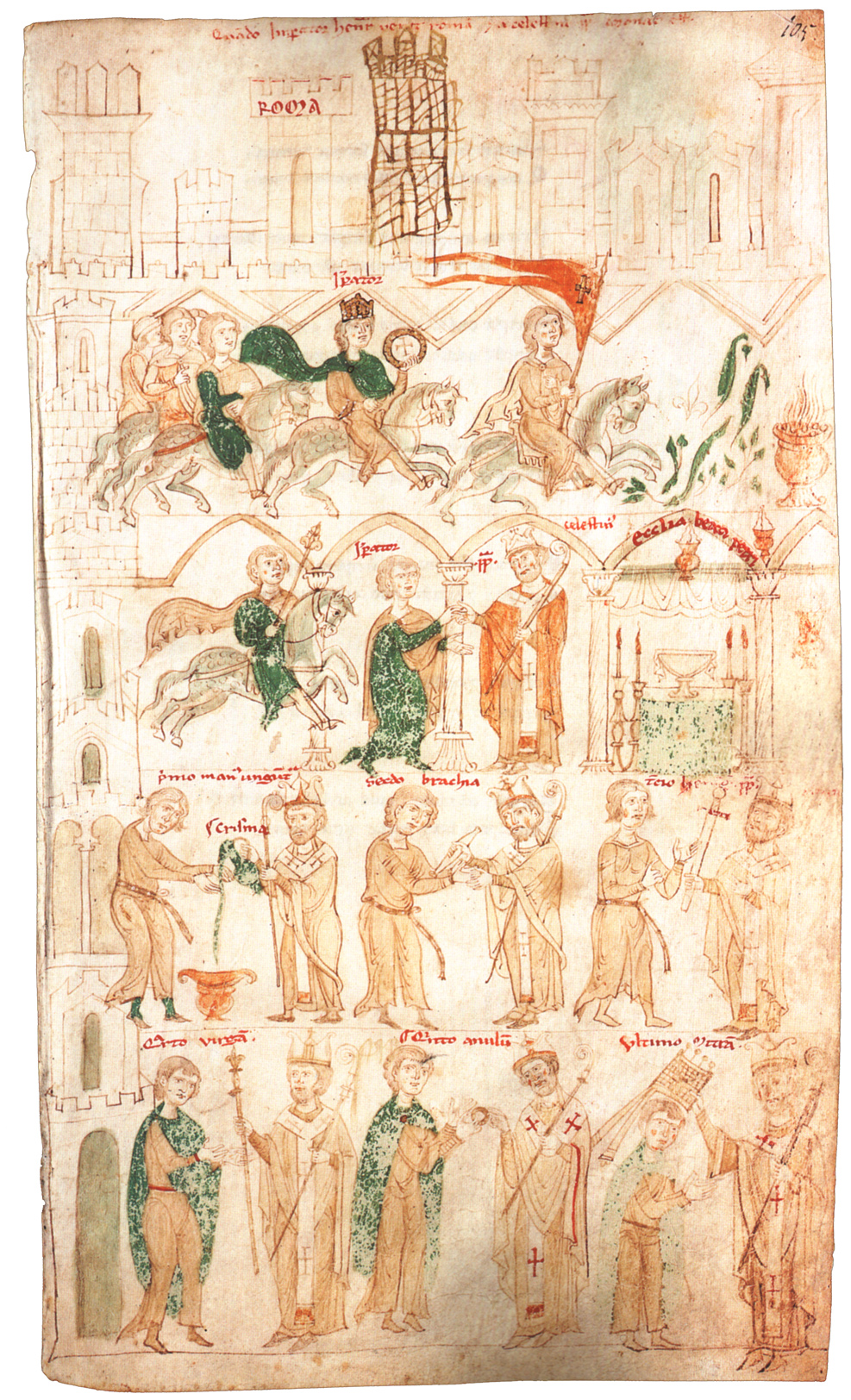
Die Kaiserkrönung Heinrichs VI. durch Papst Coelestin III. (aus dem Liber ad honorem Augusti des Petrus de Ebulo, 1196)

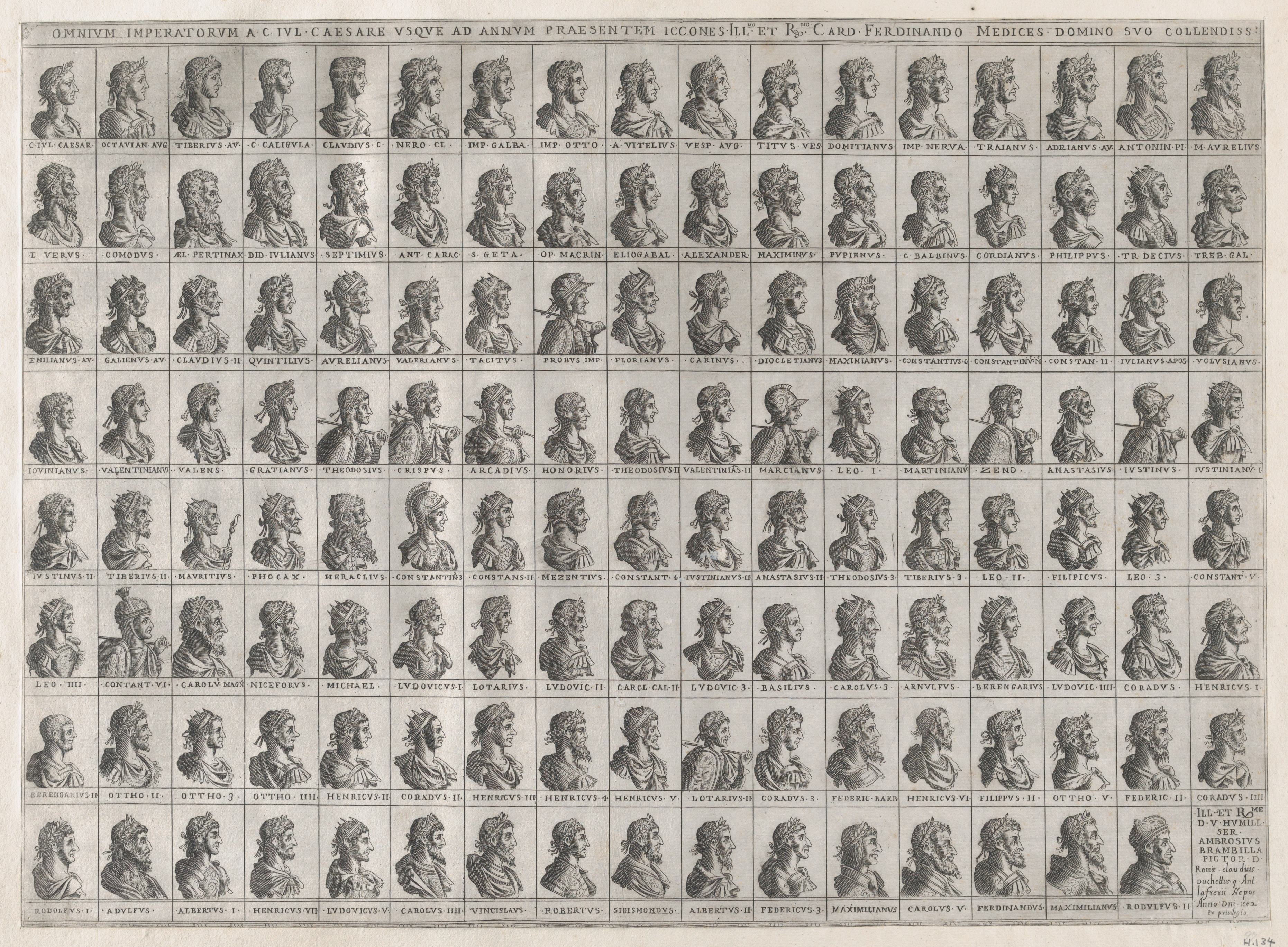
Seit dem 10. Jahrhundert sah man eine Kontinuität des römischen Kaisertums von der Antike bis zur eigenen Zeit. Kaiserporträts von Caesar bis Rudolf II. auf einem Kupferstich von Ambrogio Brambilla im Speculum Romanae Magnificentiae des Antonio Lafreri, gedruckt von Claudio Duchetti (Rom 1582)

Nach seiner Eroberung Norditaliens 951/52 war es der ostfränkische König Otto I. (Otto der Große), der 962 mit seiner Kaiserkrönung durch den Papst in Rom die Tradition des Römischen Reiches und des Karolingerreiches wiederbelebte. Seither betrachteten sich alle ostfränkischen und römisch-deutschen Könige bis zum Ende des Heiligen Römischen Reiches im Jahr 1806 als einzig berechtigte Nachfolger der römischen Caesaren und als weltliche Oberhäupter der Christenheit. Zur Erlangung der Kaiserkrone war jedoch während des gesamten Mittelalters ein aufwendiger Romzug zur Krönung durch den Papst erforderlich, was entsprechende Geld- und Machtmittel voraussetzte. Dadurch erklärt sich, dass etliche deutsche Könige erst nach Jahren oder Jahrzehnten den Kaisertitel erlangten und dass eine ganze Reihe weiterer Könige diesen Titel niemals erhalten konnte. Insbesondere zwischen 1250 und 1312 (Heinrich VII. war nach dem Ende der Staufer der erste König, dem die Kaiserkrönung gelang) und nochmals zwischen 1378 und 1433 gab es jahrzehntelange „kaiserlose“ Phasen. Die letzten deutschen Könige, die sich in Rom von Päpsten zu römischen Kaisern krönen ließen, waren 1433 der Luxemburger Sigismund und 1452 der Habsburger Friedrich III., der 1493 verstarb. Dessen Sohn und Nachfolger Maximilian I. gelang hingegen kein Romzug, doch durfte er 1508 mit päpstlicher Genehmigung den Titel „Erwählter Römischer Kaiser“ annehmen, den seither sämtliche deutschen Könige bis 1806 ab ihrem königlichen Herrschaftsantritt führten. Maximilians Enkel und Nachfolger Karl V. war der letzte deutsche König, der sich 1530 nochmals von einem Papst zum Kaiser krönen ließ – allerdings nicht mehr in Rom (das er 1527 hatte erobern und plündern lassen), sondern in Bologna – als gezielte Demütigung des Papstes, der dorthin reisen musste, statt wie bisher Gastgeber des künftigen Kaisers zu sein. Karls Bruder und Nachfolger Ferdinand I. verzichtete bei Herrschaftsantritt 1556 vollends auf eine päpstliche Krönung, sondern führte mit Zustimmung der Kurfürsten fortan als deutscher König automatisch auch den römischen Kaisertitel. Der päpstliche Protest verhallte ungehört, alle Nachfolger Ferdinands I. handelten bis 1806 ebenso.
Das römisch-deutsche Kaisertum war seit 1438 beim Hause Habsburg geblieben. Dieses erlosch im Mannesstamm 1740 mit dem Tode von Kaiser Karl VI. Seine Tochter Maria Theresia konnte aufgrund der Pragmatischen Sanktion zwar die habsburgischen Erbländer erwerben, jedoch nicht zur Kaiserin gewählt werden, da dieses Amt Männern vorbehalten war. Die Kaiserwürde ging daher zunächst an einen Wittelsbacher, Karl Albrecht von Bayern. Erst nach dessen Tod gelang es Maria Theresia, ihren Mann Franz Stephan von Lothringen zum Kaiser wählen zu lassen (Österreichischer Erbfolgekrieg). Maria Theresia erhob ihren Gemahl auch zum Mitregenten in den Erbländern, wo sein Einfluss aber relativ gering war. Umgekehrt führte Maria Theresia als Gemahlin des Kaisers zwar den ihr zustehenden Titel einer Kaiserin (Imperatrix), nahm aber auf die Reichspolitik kaum Einfluss. Diese vorübergehende Trennung von Kaiserwürde und Oberhaupt der monarchischen Erblande beförderte die Herauslösung der Habsburgermonarchie aus dem Reich, auch als 1765 beider Sohn Joseph II. zunächst seinem Vater, 1780 auch seiner Mutter nachfolgte. Joseph II. war im Übrigen der letzte römisch-deutsche Kaiser, der noch eine aktive Reichspolitik betrieb – welche allerdings in der Opposition der Fürsten im Fürstenbund von 1785 mündete. Die Herrschaft der letzten beiden Kaiser, Leopold II. und Franz II., war bereits durch die Französische Revolution und die Auseinandersetzung mit Napoleon überschattet. 1806 schließlich legte Kaiser Franz II. die Krone nieder und erklärte das Reich für erloschen.
Zwischen der Wahl (siehe auch Wahlmonarchie) und ihrer Krönung zum römischen Kaiser trugen diese Monarchen den Titel „römischer König“. Dieser war auch der Titel des gewählten Thronfolgers eines Kaisers, sofern ein solcher schon zu Lebzeiten des Vorgängers gewählt wurde.
Auch der Titel Augustus blieb den Herrschern des Heiligen Römischen Reichs erhalten. Allerdings leitete man im Mittelalter das Wort von seiner ursprünglichen lateinischen Verbform augere („vermehren“, „vergrößern“) her. Daher wird der Titelbestandteil Semper Augustus der römisch-deutschen Kaiser im Mittelalter in der Regel mit „Allzeit Mehrer des Reichs“ übersetzt, in der Neuzeit auch mit „Allzeit erhabener Kaiser“.

### Kaisertitel der Iberischen Halbinsel
Im 11. und 12. Jahrhundert führten die Könige von Navarra, Kastilien und Aragon den Titel Imperator totius Hispaniae („Kaiser ganz Spaniens“), um ihre Hegemonie über die übrigen christlichen und islamischen Monarchen der Iberischen Halbinsel auszudrücken, was ihre Königreiche jedoch nicht zu Kaiserreichen machte. Dieser Titel wurde zudem weder vom römischen Papst noch vom Patriarchen in Konstantinopel verliehen oder anerkannt.
- Sancho III. (Navarra) († 1035)
- Ferdinand I. (León) († 1065)
- Alfons VI. (León) († 1109)
- Alfons I. (Aragón) († 1134)
- Alfons VII. († 1157)
- Alfons X. († 1284), Ambitionen auf den römisch-deutschen Kaiserthron

### Französisches Kaisertum

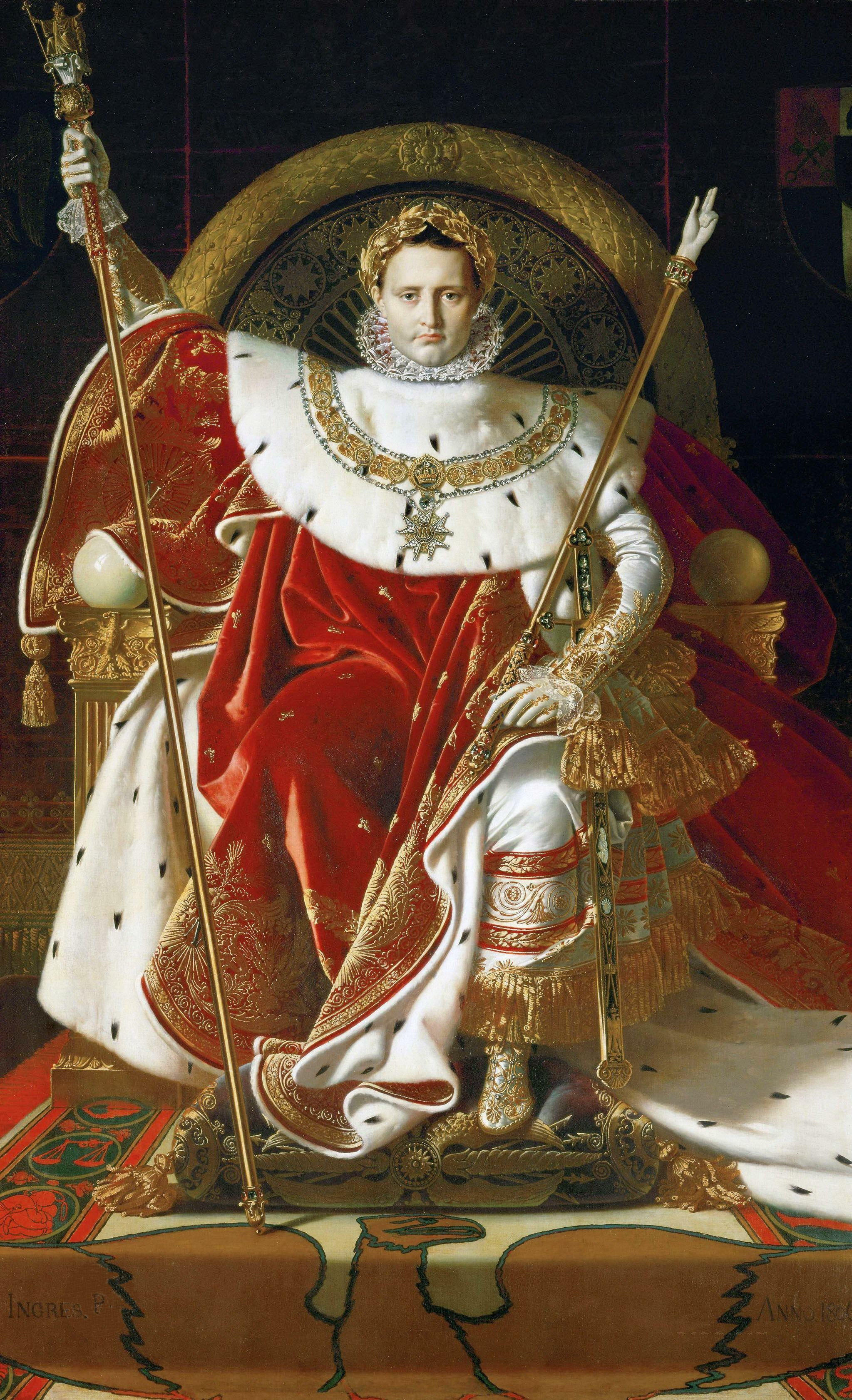
Napoleon I. in seinem Ornat als „Kaiser der Franzosen“

Frankreich war seit den Tagen der westfränkischen Karolinger und der seit 987 regierenden Kapetinger, von denen alle später regierenden Dynastien bis zu den Bourbonen und den Orléans abstammten, ein Königreich gewesen. Im Zuge des von Karl dem Großen wiedererrichteten Kaisertums im Westen trug jedoch auch ein westfränkischer Karolinger des 9. Jahrhunderts – Karl II. der Kahle – kurzfristig die römische Kaiserkrone und spätere französische Könige wie Franz I., der langjährige Gegner des Habsburgers Karl V. im 16. Jahrhundert, liebäugelten mit dem Erwerb der Kaiserkrone des Heiligen Römischen Reiches. Im Jahre 1792 endete mit der Absetzung des Königs in der Französischen Revolution zunächst die französische Monarchie.
Im Jahr 1804 begründete der damalige Militärdiktator Napoleon Bonaparte, seit seinem Putsch von 1799 der Erste Konsul der Französischen Republik, eine neue monarchische Tradition. Ähnlich wie der Konsuls-Titel auf antike Traditionen der römischen Republik verwies, nahm auch der von Napoléon Bonaparte 1804 angenommene Kaisertitel (Empereur) auf die antike römische Tradition des Militär-Kaisertums Bezug. Durch die Verklammerung dieses nach-revolutionären französischen Kaisertums mit der 1805 neugeschaffenen Königskrone von Italien (faktisch Nord- und Mittelitalien) knüpfte Napoleon zugleich an karolingische Traditionen an, zumal die italienische Königskrone die alte Langobardenkrone war, die schon Karl der Große getragen hatte.
Bei seiner Kaiserkrönung empfing Napoleon I. am 2. Dezember 1804 in der Kirche Notre Dame in Paris die Krone indirekt aus den Händen des Papstes Pius VII., da dieser am eigentlichen Krönungsakt nicht mitwirkte; Napoleon krönte sich mit eigener Hand zum „Kaiser der Franzosen“. Ziel war dabei offensichtlich eine Verbindung von sakraler Legitimation und individueller Leistungs-Legitimation, wobei allerdings letztere in Form einer „Krönung aus eigener Kraft“ überwog. Zudem bedeutete der Titel „Kaiser der Franzosen“, dass dieser sich letztlich als Kaiser eines Volkes und nicht eines Reiches sah (vgl. König der Franzosen). Napoleon sah sich als Volkssouverän und nicht, wie alle römischen Kaiser zuvor, als von Gott gekrönter Kaiser (Gottesgnadentum). Der Krönung vorausgegangen war im August 1804 die Ernennung Napoleons zum Kaiser durch den Senat und eine Volksabstimmung darüber.
Das napoleonische Kaisertum beeinflusste die Kaiserambitionen einheimischer Herrscher in der ehemals französischen Kolonie Haiti. Nach der Proklamation Napoleons zum Kaiser im August 1804 ernannte sich auch Haitis Machthaber im Oktober 1804 zum Kaiser, was Napoleon wiederum durch die zeremonielle Krönung im Dezember in den Schatten stellte.
Dieses napoleonische Kaisertum wurde auch für andere postrevolutionäre Militärkaisertümer der Folgezeit (z. B. Mexiko, viel später noch Zentralafrika, bedingt auch Brasilien) vorbildlich.
Das Kaisertum Napoleons I. basierte auf dem Nimbus des siegreichen, genialen Feldherrn. Sobald Napoleon diese Siege nicht mehr garantieren konnte, erodierte die Legitimität seiner Herrschaft, die 1814/15 zweimal gegen eine gesamteuropäische Koalition zusammenbrach. Napoleons Neffe Louis Napoleon Bonaparte, der sich später Napoleon III. nannte, vermochte nach der Revolution von 1848, welche das „Bürgerkönigtum“ der Orléans beseitigt hatte, vom Ruhme seines verstorbenen Onkels zehrend zum Präsidenten der zweiten Französischen Republik gewählt zu werden. 1851 machte er sich durch einen Putsch zum Präsidenten auf Lebenszeit, 1852 proklamierte er am Krönungstag Napoleons I. die Restauration des bonapartistischen Kaisertums. Dieses sogenannte „2. Kaiserreich“ basierte auf großzügiger Förderung des bourgeoisen Kapitalismus, bei gleichzeitiger plebiszitärer Einbeziehung katholisch-ländlicher Schichten, doch es basierte daneben, ähnlich wie das erste Kaiserreich, sehr stark auch auf militärischem Erfolg. Folgerichtig endete auch dieses Militärkaisertum des wenig militärischen Napoleon III. mit einer militärischen Katastrophe – Frankreichs Niederlage bei Sedan im Deutsch-Französischen Krieg von 1870, die den sofortigen Sturz des gefangenen Kaisers zur Folge hatte.

### Kaisertum in Österreich

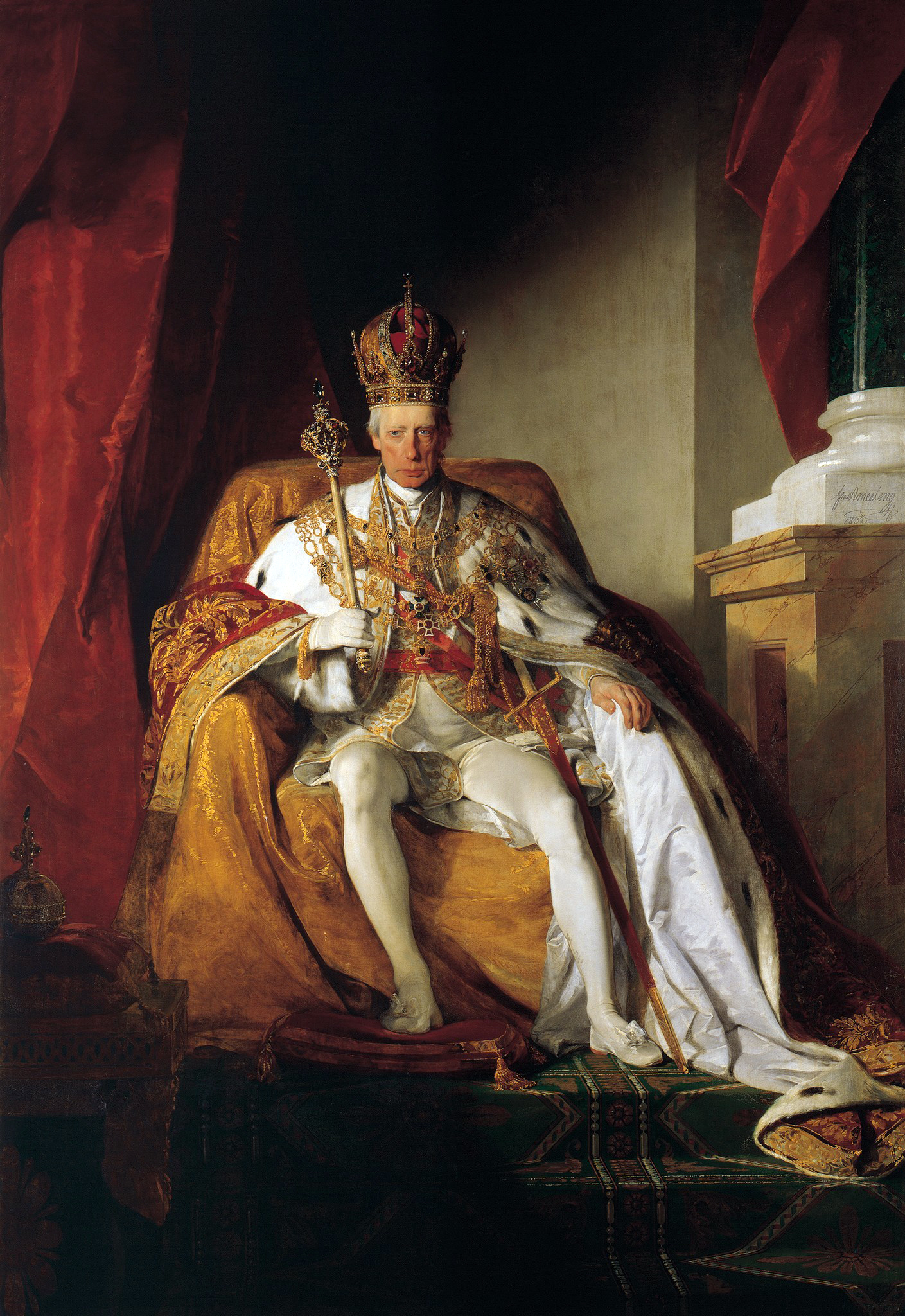
Franz I. mit den Insignien des Kaisertums Österreich, von Friedrich von Amerling gemalt

Um zu verhindern, dass Napoleon I. zu seiner Krönung zum Kaiser der Franzosen (1804 in Gegenwart des Papstes) die Reichsinsignien benutzt und sich so in dessen altehrwürdige Kaiser-Tradition stellen kann, hatte der Habsburger Franz II. die Reichskleinodien von Nürnberg nach Wien überführen lassen, wo sie – abgesehen von einer Unterbrechung während der Zeit der Hitler-Diktatur, als sie kurzfristig nach Nürnberg zurückkehrten – bis heute in der Schatzkammer der Hofburg aufbewahrt werden.
Da der Habsburger Franz II. protokollarisch nicht hinter dem „Emporkömmling“ Napoleon und dem russischen Zaren zurückstehen wollte, nahm er, ohne Krönungsakt, den Titel „Kaiser von Österreich“ an und vereinigte alle habsburgischen Länder unter dem „Kaisertum Österreich“. 1806 legte er die deutsche Kaiserkrone nieder und erklärte zugleich das „deutsche Reich“ für aufgelöst. Damit war eine mögliche Wahl Napoleons zu seinem Nachfolger ausgeschlossen.
Für ein Jahrhundert bildete das österreichische Kaisertum fortan die symbolische Klammer für das habsburgische Vielvölkerreich, ab 1867 Österreich-Ungarn; insbesondere der lang regierende Franz Joseph I. (1848–1916) wurde zur Personifizierung des „Kaisers“ schlechthin.

### Deutsches Erbkaisertum in der Paulskirchenverfassung 1849

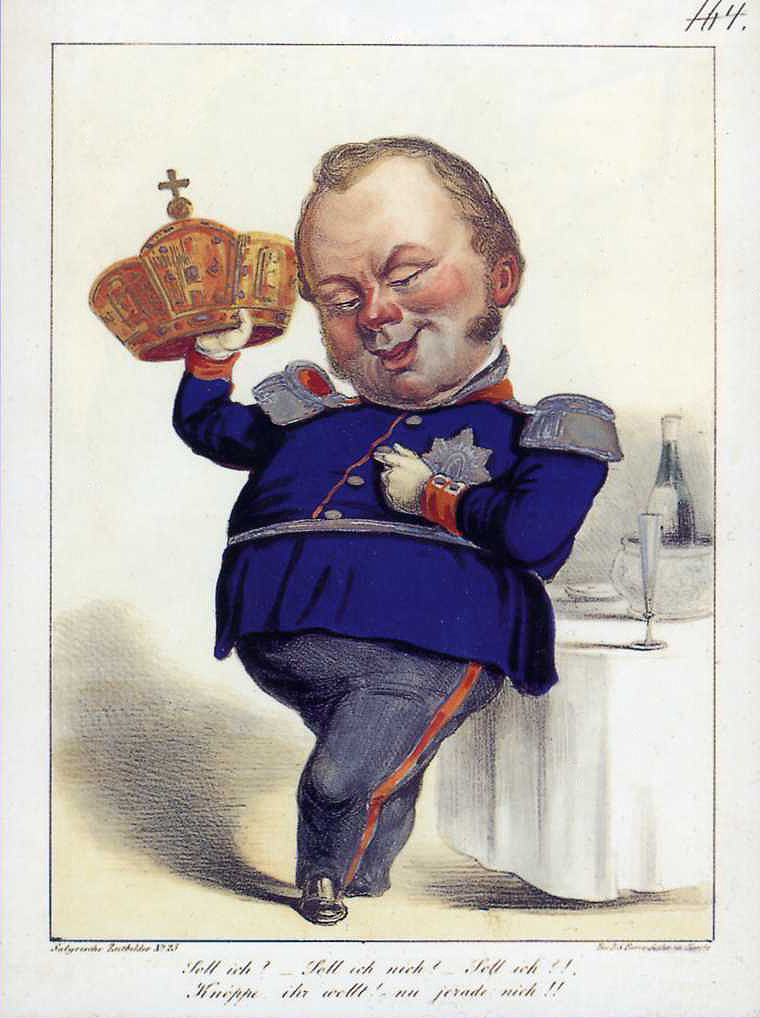
Politische Karikatur von Isidor Popper zur Ablehnung des Erbkaisertums durch Friedrich Wilhelm IV. von Preußen, 1849

Die Deutsche Revolution 1848/1849, die bürgerlich-demokratische Reformen und das Ziel eines deutschen Nationalstaats anstrebte, führte am 18. Mai 1848 zur Konstitution einer Nationalversammlung in Frankfurt, wo die gewählten Volksvertreter bis zum Frühjahr 1849 die sogenannte Paulskirchenverfassung ausarbeiteten. In dieser Verfassung war für die Rolle des deutschen Staatsoberhauptes ein konstitutionelles Erbkaisertum vorgesehen, das eine sogenannte Kaiserdeputation im April 1849 dem preußischen König Friedrich Wilhelm IV. antrug. Jener wies das Angebot der Nationalversammlung jedoch zurück, weil er in seinem monarchischen Selbstbild von der christlichen Tradition des Gottesgnadentums ausging und die Idee der Volkssouveränität ablehnte. Das Anliegen der Gründung eines deutschen Erbkaisertums ging kurz darauf unter, weil preußische und österreichische Truppen die demokratischen Kräfte bis zum Juli 1849 gewaltsam niederschlugen.

### Deutscher Kaiser (Inhaber des Bundespräsidiums)

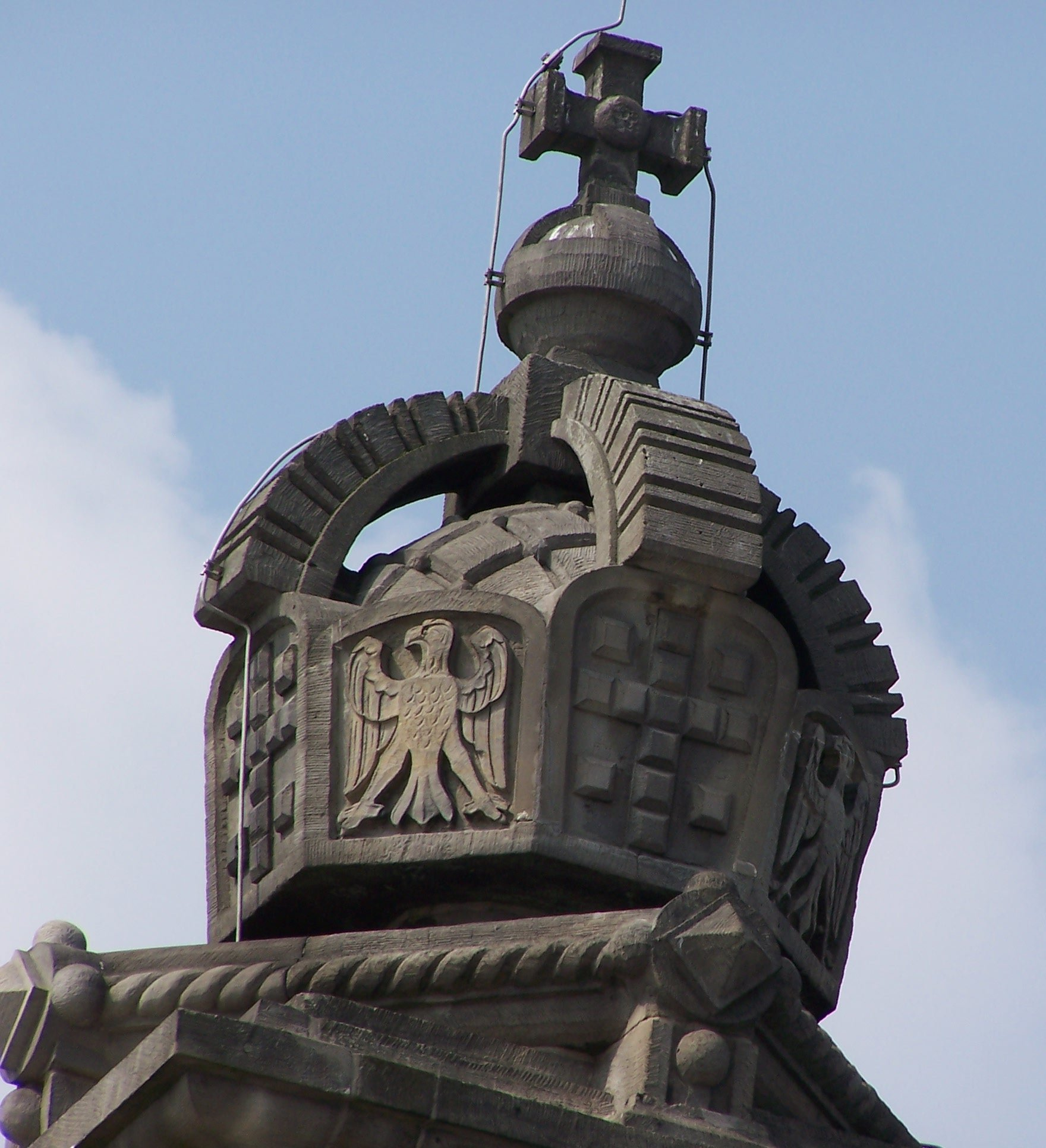
Die niemals wirklich existierende Kaiserkrone des Deutschen Reiches von 1871 auf den Türmen des Reichstagsgebäudes

Deutscher Kaiser war ab 1871 der Name für den Inhaber des Bundespräsidiums in der föderal organisierten Erbmonarchie des neugeschaffenen Deutschen Reiches (siehe auch Liste der Staatsoberhäupter der deutschen Kaiser). Das Bundespräsidium stand dem König von Preußen zu. Titelträger waren die drei Hohenzollernkaiser Wilhelm I., Friedrich III. und Wilhelm II. Der Titel erlosch mit der Ausrufung der Weimarer Republik am 9. November 1918 durch Philipp Scheidemann.
Nach dem Sieg Preußens und seiner deutschen Verbündeten über Frankreich im Deutsch-Französischen Krieg 1870–1871 wurde der König von Preußen Wilhelm I. am 18. Januar 1871 im Spiegelsaal des Schlosses Versailles zum deutschen Kaiser proklamiert. Dies geschah gegen seinen ursprünglichen Willen, denn unmittelbar davor war es darüber zwischen Wilhelm I. und seinem Ministerpräsidenten Otto von Bismarck zu einer schweren Auseinandersetzung um den exakten Titel gekommen. Da der König sich weniger als Deutscher denn als Preuße verstand, hatte er den Kaisertitel ursprünglich ablehnen wollen, bevorzugte aber im Falle seiner Annahme den Titel „Kaiser von Deutschland“. Dies hätte allerdings als Anspruch auf nicht zum Reich gehörige deutschsprachige Gebiete – etwa Österreichs, der Schweiz und Gebieten in Norditalien – ausgelegt, aber auch als weitreichender Herrschaftsanspruch gegenüber den übrigen deutschen Bundesfürsten gedeutet werden können. Zudem hätte diese Titulatur angedeutet, dass Deutschland Besitz des Kaisers war. Um dieses Konfliktpotenzial von vornherein auszuschalten, bestand Bismarck auf der Titulatur „deutscher Kaiser und König von Preußen“ und setzte sich schließlich durch. Von vornherein schied der Titel der Kaiserdeputation der Revolution von 1848, Kaiser der Deutschen, aus, da dies zu sehr den Aspekt der Volkssouveränität hervorgehoben hätte.
Beim die Proklamation abschließenden Kaiserhoch der auf Schloss Versailles anwesenden deutschen Souveräne – die damit die Zustimmung einer Konstituante wahrnahmen – sah sich ihr Sprecher, der Großherzog von Baden, also in einem verfassungsrechtlichen und persönlichen Dilemma. Vermutlich von Bismarck beraten, löste er es, indem er das allgemeine Hoch auf den „Kaiser Wilhelm“ ausbrachte.
Da 1871 im Wesentlichen die Verfassung des Norddeutschen Bundes als Reichsverfassung übernommen wurde, hatte der deutsche Kaiser staatsrechtlich nur die Stellung des dortigen Bundespräsidialen, war also eben nicht „Kaiser von Deutschland“, was mit der teilweise beibehaltenen Souveränität der Einzelstaaten (so mit derjenigen der Königreiche Bayern, Sachsen und Württemberg und der freien Städte Bremen, Lübeck und Hamburg) kollidiert wäre.
Der deutsche Kaisertitel war mithin verfassungsrechtlich lediglich ein klingender Name für die eher nüchterne Funktion des preußischen Königs als Präsidenten des Bundesrates deutscher Fürsten und der Freien Städte, des formell höchsten Verfassungsorgans zunächst ab 1867 des Norddeutschen Bundes und ab 1871 des um Süddeutschland erweiterten Deutschen Reiches. Gleichwohl stellte dieser Kaisertitel für den preußischen Monarchen gegenüber den innerdeutschen Königen von Bayern, Sachsen und Württemberg eine Rangerhöhung dar und führte auf internationaler Ebene zu einer Rangangleichung des preußisch-deutschen Monarchen mit den Kaisern von Österreich und Russland. Ergänzt wurde dieser Titel in dem von Bismarck entworfenen Manifest zur Kaiserproklamation durch einen Rückgriff auf die mittelalterliche Form des Semper Augustus. Der neue Kaiser wurde darin bezeichnet als Allzeit Mehrer des Deutschen Reiches, nicht an kriegerischen Eroberungen, sondern an den Gütern und Gaben des Friedens auf dem Gebiete nationaler Wohlfahrt, Freiheit und Gesittung.
Alsbald gewann der Titel an öffentlicher Bedeutung durch die sich an ihn knüpfende „Reichsromantik“ seit den Freiheitskriegen gegen Napoleon Bonaparte. Namentlich unter dem propagandistisch begabten letzten deutschen Kaiser Wilhelm II. (1888–1918) gewann der Kaisertitel gegenüber dem preußischen Königstitel das Übergewicht und wurde zum Symbol der Einheit der Nation.
Politisch jedoch war der deutsche Kaiser als König des weitaus größten Bundesstaates Preußen immer mächtiger als staatsrechtlich verankert. Diese Macht erodierte jedoch unter der langen Regierung Wilhelms II. (1888–1918), der 1917 de facto, wenn auch nicht de jure von der Militärregierung der obersten Heeresleitung (OHL) unter Paul von Hindenburg und Erich Ludendorff abgelöst wurde.

## Europäisches Kaisertum außerhalb Europas
Außerhalb Europas kam es im 19. Jahrhundert zu einer Reihe neugeschaffener, oft aus modernen europäischen Traditionen schöpfender Kaisertümer. Alle diese Neuschöpfungen standen im Kontext des europäischen Imperialismus und Kolonialismus.

### Haiti
In der Karibik und in Lateinamerika entstanden die im 19. Jahrhundert geschaffenen, meist kurzlebigen Kaisertümer zum einen aus antikolonialistischer Haltung, zum anderen in Anlehnung an das post-revolutionäre Militär-Kaisertum Napoleons I. in Frankreich. Dieser ambivalente Kontext lässt sich zuerst in Haiti beobachten, der bisherigen französischen Kolonie Saint Domingue, die sich in den 1790er Jahren durch einen blutigen Aufstand der bisherigen schwarzen Sklaven von der Vorherrschaft der Weißen zu befreien versuchte. Nachdem das revolutionäre Frankreich versucht hatte, Kolonialismus und Sklaverei gewaltsam aufrechtzuerhalten, wurden die Expeditionstruppen Napoleons 1804 letztlich doch zur Kapitulation gezwungen. Der letzte Führer des schwarzen Unabhängigkeitskampfes, Jean-Jacques Dessalines, proklamierte sich – ganz wie sein bisheriger Feind Napoleon I. – im Jahre 1804 zum Empereur Jacques I., wurde aber schon 1806 gestürzt und ermordet. Daraufhin spaltete sich Haiti bis 1820 in einen nördlichen und südlichen Teilstaat, wobei der Herrscher Nord-Haitis, Henri Christophe, zwischen 1811 und 1820 als König Henri I. regierte.
Auch in der 1820 vereinigten Republik Haiti nahm einer ihrer Präsidenten, der seit 1847 regierende Faustin Soulouque, den Kaisertitel an und regierte zwischen 1849 und 1859 als Faustin I., bevor er 1859 ins Exil getrieben wurde. Seither ist Haiti eine (nach wie vor sehr instabile) Republik.

### Mexiko
Ähnliche antikolonialistisch-bonapartistische Ambivalenzen zeigt die Etablierung eines Kaisertums in Mexiko, das nach langjährigem Bürgerkrieg 1821 seine Unabhängigkeit von Spanien erkämpft hatte. Bereits 1815 hatte der Plan von Iguala die Schaffung eines von Spanien formal unabhängigen Kaiserreichs mit einem spanischen Bourbonen-Prinzen an der Spitze vorgesehen. Da der Plan aber von Spanien nicht akzeptiert wurde, proklamierte sich 1822 General Agustín de Iturbide, der erst 1820 auf die Seite der Aufständischen gewechselt war, die er zuvor als spanischer Offizier bekämpft hatte, als Agustín I. zum Kaiser (Emperador). Bereits nach zehn Monaten wurde diese Monarchie 1823 beendet. Als der abgedankte und exilierte Iturbide 1824 nach Mexiko zurückkehrte, wurde er von republikanischen Truppen erschossen.
Das zweite mexikanische Kaiserreich (1863–1867) war die Folge eines Bürgerkrieges zwischen Liberalen und Konservativen und des Bündnisses der letzteren mit einem ausländischen Imperialismus. Im Mai 1863 ließ der französische Kaiser Napoleon III. Mexiko durch seine Truppen besetzen, im Juli 1863 wurde die republikanische Staatsform durch ein Kaiserreich von französischen Gnaden ersetzt. Zum neuen Kaiser wählten die mexikanischen Konservativen 1864 mit Zustimmung Napoleons den österreichischen Erzherzog Maximilian, einen Bruder Franz Josephs I., was die internationale Legitimität des neuen Staates erhöhen und zugleich an die frühere (spanische) Habsburgerherrschaft in Mexiko (bis 1700) erinnern sollte. Da der neue Kaiser kinderlos war, adoptierte er 1865 die Nachfahren Iturbides und erklärte dessen Enkel Augustín zum Thronfolger. Die gesellschaftliche Basis dieses Kaiserreiches war dennoch viel zu schwach: Als das französische Expeditionskorps 1867 abzog, brach die Herrschaft Maximilians zusammen, die Republik wurde unter Benito Juárez wiederhergestellt, der gefangengenommene Habsburger ebenso wie einst Iturbide standrechtlich erschossen. Der adoptierte Thronfolger, Prinz Agustín de Itúrbide y Green, wurde 1890 von Präsident Porfirio Díaz verhaftet und enteignet und verstarb 1925 im US-amerikanischen Exil. Mit ihm erlosch die männliche Linie dieses Kaiserhauses Habsburg-Iturbide.

### Brasilien
Einen weiteren Fall eines außereuropäischen Kaisertums bildet das Kaiserreich Brasilien. Die bisherige portugiesische Kolonie hatte im Unterschied zu den spanischen Nachbarkolonien Lateinamerikas im Zeitalter Napoleons I. eine ganz eigene Entwicklung genommen: Ähnlich wie in Spanien war Napoleon auch in Portugal einmarschiert und hatte dort das politische System der Kolonialmacht erschüttert, doch anders als der spanischen Königsfamilie war dem portugiesischen Hof (mit britischer Hilfe) 1808 die Flucht in die Übersee-Kolonie Brasilien gelungen.
Die auch dort aufkeimenden Unabhängigkeitsbestrebungen gingen daher eine Zeit lang mit der Reformbereitschaft der Monarchie konform: 1815 proklamierte der portugiesische Prinzregent (ab 1816: König Johann VI.) Brasilien zum gleichberechtigten Teil-Königreich eines „Vereinigten Königreiches von Portugal, Brasilien und der Algarve“. Diese an das britische (unter seinen Teilen ebenfalls keineswegs gleichberechtigte) „Vereinigte Königreich“ erinnernde Konstruktion hielt, so lange der königliche Hof in Rio de Janeiro residierte.
Doch als König Johann und sein Hof 1821 nach Portugal zurückkehren mussten (wo sie schon lange verlangt wurden), hatte der als Prinzregent in Rio zurückbleibende portugiesisch-brasilianische Kronprinz Peter nur noch die Wahl, von der brasilianischen Unabhängigkeitsbewegung gestürzt zu werden oder sich an deren Spitze zu stellen. Der offenbar durchaus vom südamerikanischen Caudillismo seiner Nachbarstaaten beeinflusste europäische Prinz wählte den zweiten Weg und erklärte sich, indem er seinen Vater absetzte und jede Bindung an Portugal aufhob, als Peter I. zum „Kaiser von Brasilien“. Insofern war das neue Kaiserreich eine einzigartige Mischung aus bonapartistischer Illegitimität und dynastischer Kontinuität, zumal Peter eine Erzherzogin des ultralegitimistischen Hauses Habsburg heiratete.
Noch bemerkenswerter war, dass das Kaiserreich Brasilien sogar den Sturz seines Gründers 1831 überlebte. Peter I. dankte zugunsten seines minderjährigen Sohnes und Thronfolgers Peter II. ab, und auch die Kräfte, die diesen Machtwechsel erzwungen hatten, entschieden sich für den neuen, in Brasilien geborenen Kind-Kaiser als das offenbar beste Symbol staatlicher Einheit und als Mittel zur Bürgerkriegsvermeidung. 1840 übernahm Peter II. persönlich die Regierung, und nur weil er sie klug im Stile eines konstitutionell-liberalen Bürgerpräsidenten zu führen wusste, bestand das Kaiserreich Brasilien ein weiteres halbes Jahrhundert.
Der persönlich hochgeachtete Kaiser wurde jedoch alt, seine Tochter und sein französischer Schwiegersohn waren wenig populär, der Fortbestand der Dynastie nach dem Tode des regierenden Kaisers wurde fraglich. Am Ende wurde das brasilianische Kaisertum von den sich zuspitzenden Konflikten zwischen Republikanern und unbeugsamen Konservativen in die Zange genommen, als die in Stellvertretung des abwesenden Kaisers agierende Kronprinzessin Isabella 1888 aus Gewissensgründen die Aufhebung der Sklaverei verfügte und damit einen Keil zwischen Dynastie und konservative Sklavenhalter trieb. Ein Militärputsch zwang Peter II. schon 1889 zur Abdankung und die ganze Dynastie zum Verlassen des Landes.
Der Ex-Kaiser starb 1891 im französischen Exil, die von seinem Schwiegersohn abstammende Linie der kaiserlich brasilianischen Prinzen von Orléans-Bragança existiert noch heute.

### Indien
Der Zusammenhang mit der europäischen Kolonialherrschaft ist vor allem für das 1876/77 von den herrschenden Briten auf dem Boden des abgelösten Mogulreichs neu gegründete Kaiserreich Indien wichtig, obwohl es auch die Tradition der Großmoguln in sich aufnimmt. Der jeweilige König (oder die regierende Königin) von Großbritannien und Irland führte in Personalunion den Titel eines Kaisers (oder einer Kaiserin) von Indien, oft auch auf Persisch (der Hofsprache der Moguln) als Kaisar-i-Hind. Dieser Kaisertitel besaß eine doppelte Funktion: Er sollte innenpolitisch die uneinheitliche (teils direkte, teils indirekte) britische Herrschaft in Indien symbolisch verklammern, und er sollte außenpolitisch die Ranggleichheit des britischen Weltreichs gegenüber den Kaiserreichen Russland, Österreich und Deutschland demonstrieren. Im Zuge der Unabhängigkeit Indiens in Form der beiden Republiken Indien und Pakistan verzichtete der britische König 1948 auf die Führung dieses Kaisertitels.

## Außereuropäische Kaisertitel
Seit der frühen Neuzeit hat es sich in Europa eingebürgert, auch die Herrscher bedeutender außereuropäischer Reiche als „Kaiser“ zu bezeichnen. Es handelte sich vorrangig um Herrscher, die als Weltherrscher (China) oder göttlicher Abstammung (China, Japan) galten oder deren einheimischer Titel mit „König der Könige“ zu übersetzen war (šāhān šāh in Persien, Negus Negesti in Äthiopien).

### Ostasien

#### China
China betrachtete sich seit früher Zeit als Reich der Mitte, mithin als Kernland der Welt. Dem entsprach der universelle Herrschaftsanspruch seiner Herrscher. Er wurde auch von Eroberern aus Nachbarländern übernommen, sobald sie sich Chinas bemächtigt hatten, im Mittelalter von den Mongolen, zuletzt von den Mandschu. Diesem Anspruch und entsprechenden Umgangsformen unterwarfen sich Besucher aus westlichen Ländern äußerlich selbst in der Phase der faktischen Aufteilung Chinas in europäische Interessengebiete.
Der Titel des chinesischen Herrschers lautete 帝 (Pinyin: Dì) oder 皇帝 (Huángdì). Er wird in der deutschsprachigen Forschung in der Regel mit „Kaiser“ übersetzt; in der englischsprachigen Forschung benutzt man in jüngerer Zeit neben „Emperor“ auch „Thearch“ als Übersetzung von huangdi. Der Titel Di hat eine starke sakrale Komponente, bedeutet auch „höchstes Wesen“, während der Aspekt der militärischen Tüchtigkeit, der für das europäische Kaisertum zentral war, in China eine nur untergeordnete Rolle für die Herrschaftslegitimation besaß.
Das Chinesische Kaisertum hat einen mythologischen und einen historischen Anfang: Die mythologischen Fünf Kaiser (五帝 Wǔ Dì) sollen vor der ersten Dynastie geherrscht haben, drei von ihnen jeweils ein Jahrhundert lang. Die Herrscher der ersten drei Dynastien nannten sich Könige (王 Pinyin: Wáng) und ihre Reiche hatten Feudalstruktur. Das historische Kaisertum begann mit 嬴政 (Yíng Zhèng) aus der Qin-Dynastie. Er ließ sich seit 221 v. Chr. „Erster Kaiser“ (始皇帝 Shǐ Huángdì) nennen, nachdem er die chinesischen Staaten wieder zu einem Reich vereint hatte. 皇 Huáng, „göttlich-erhaben“, war die Bezeichnung der drei göttlichen Urherrscher, die – jeweils mehrere tausend Jahre lang – vor den mythologischen Fünf Kaisern geherrscht haben sollten. Im Gegensatz zur heutigen Aussprache war 皇帝 zur Zeit der Streitenden Reiche wohl noch nicht homophon mit 黄帝 (Huáng Dì „Gelber Di“), dem Namen des ersten der fünf mythologischen Kaiser. Mit den Reformen und der Selbst-Vergöttlichung Ying Zhengs begann das chinesische Kaiserreich 194 Jahre vor dem Prinzipat des „Augustus“ Gaius Octavius im antiken Rom und unterschied sich im Aufbau grundsätzlich vom Heiligen Römischen Reich des Mittelalters.

#### Japan
Der japanische Kaiser hat auf seine Göttlichkeit erst mit der japanischen Kapitulation am Ende des Zweiten Weltkrieges verzichtet. Vom 12./13. bis ins 19. Jahrhundert war die Macht des Tennō eher symbolisch. Die Regierungsgewalt hatte der Shōgun. Erst Meiji-tennō errang 1869 wieder tatsächliche Macht. Nachdem die jahrhundertelange Abschottung Japans gegen die Außenwelt formal schon 1854 geendet hatte, setzte unter seiner Herrschaft die imperialistische Expansion des Japanischen Kaiserreichs und die rapide Modernisierung des Landes ein, die es im 20. Jahrhundert zu einer der weltweit größten Industriemächte gemacht hat.

#### Annam
In Südostasien nahmen ab 1806 die bisher als Könige firmierenden Herrscher von Annam in Vietnam den Kaisertitel an – mit Genehmigung der Großmacht China, die traditionell die Oberhoheit über das Gebiet beanspruchte. Die nach 1860 eindringenden französischen Kolonialherren übersetzten jedoch den vietnamesischen Kaisertitel ab 1884 gezielt als „König“ und verweigerten ihm damit die Anerkennung. Im Jahre 1945 wurde zugunsten des letzten Kaiser-Königs von Annam, Bảo Đại (1926–1945), kurzfristig ein „Kaiserreich Vietnam“ proklamiert, jedoch führte die Kapitulation Japans bereits nach wenigen Monaten zur Abdankung des Kaisers. Bảo Đại fungierte von 1949 bis 1955 als Staatsoberhaupt des autonomen Staates Vietnam.

#### Korea
Ebenfalls im imperialistisch-kolonialistischen Kontext steht die 1897 erfolgte Annahme des Kaisertitels durch den König von Korea, obschon diese antikolonialistisch gedacht war. Die koreanischen Könige standen traditionell unter der Oberherrschaft der Kaiser von China, doch der Ausgang des japanisch-chinesischen Krieges zwang China 1895, die Unabhängigkeit Koreas anzuerkennen. Dieser Akt sollte aus japanischer Sicht allerdings nur die Vorstufe zur eigenen Kolonisierung Koreas sein, doch zeitweilig bildeten imperialistische Interessen Russlands ein Gegengewicht. Die Annahme des Kaisertitels durch den bereits seit 1864/73 regierenden König Gojong symbolisierte vor diesem Hintergrund das koreanische Streben nach Gleichrangigkeit mit den Herrschern von Japan und China und den Willen zur Bewahrung der Unabhängigkeit. Als Russland 1904/05 von Japan militärisch besiegt wurde, brach jedoch das dazu erforderliche Mächte-Gleichgewicht zusammen. Der koreanische Kaiser musste 1905 das „Protektorat“ des japanischen Tennō akzeptieren und wurde – als zu eigenwillig – 1907 von den Japanern zur Abdankung gezwungen, 1910 setzten die Japaner auch seinen Sohn und Nachfolger Kaiser Sunjong ab und machten der Unabhängigkeit des Landes auch formell ein Ende. Die japanische Kolonialherrschaft in Korea dauerte bis zur Niederlage Japans im Zweiten Weltkrieg 1945. Die beiden Ex-Kaiser wurden 1910 in das japanische Herrscherhaus als Könige aufgenommen, allerdings ohne Machtbefugnisse. Sie starben 1919 (Gojong) beziehungsweise 1926 (Sunjong) in Korea, ihre Nachfahren leben in Südkorea.

#### Mandschukuo
Eine japanische Kolonie war auch der 1932 geschaffene, jedoch international kaum anerkannte Staat („Marionettenstaat“) Mandschukuo in der von Japan besetzten chinesischen Provinz der Mandschurei. Dieser Staat wurde 1934 von den Japanern zum Kaiserreich proklamiert. Der Kaisertitel des Staatsoberhauptes Puyi ergab sich aus dessen Person, da er als Kind von 1908 bis 1912 der letzte Kaiser von China gewesen war. Mit der Niederlage Japans im Zweiten Weltkrieg 1945 endete die Existenz des Staates, und die Mandschurei wurde Teil der Volksrepublik China.

### Indisches Mogulreich
Der Glanz der Moguln in Indien war zur Zeit der intensiven Berührung mit den Europäern schon verflossen. Auf dem Gipfel ihrer Macht hatten die Großmoguln aber fast den gesamten Subkontinent beherrscht, d. h. mehr Territorium als die Kaiser des Heiligen Römischen Reiches in Europa. Zum britischen Kaisertum in Indien, das Jahre nach dem offiziellen Ende der Großmoguln 1858 ausgerufen wurde, siehe oben.

### Persien
Die Tradition des Titels Schahanschah (etwa: „König der Könige“) ist zwar alt, aber für die antiken Herrscher Persiens wird die Übersetzung „Kaiser“ als anachronistisch empfunden, man spricht üblicherweise von „Großkönigen“, so für die Herrscher des Achämenidenreichs und des Sassanidenreichs.
Der Titel des Schahanschah bestand im Verlaufe der persischen Geschichte fort. So trugen u. a. die Herrscher der Safawiden, der Kadscharen und der Dynastie der Pahlavi diesen Titel.

### Äthiopien
Nach äthiopischen Legenden soll das dortige Herrscherhaus 980 vor Christus gegründet worden sein vom ersten Negus Negesti („König der Könige“) Menelik I., der angeblich ein Spross aus der Verbindung von König Salomo von Israel und der Königin von Saba gewesen sein soll. Verlässliche historische Informationen liegen aber erst für die Zeit des Reichs von Aksum vor. Menelik II. vom Kaiserreich Abessinien war der einzige traditionelle Herrscher Afrikas, der der Kolonialisierung des Kontinents erfolgreich entgegentrat. Nach dem zweiten, dann für Italien siegreichen Abessinienfeldzug wurde das Land kurzfristig von Italien besetzt und der äthiopische Kaisertitel daraufhin vom italienischen König Viktor Emanuel III. ursurpiert. Der von Italienern vertriebene äthiopische Kaiser Haile Selassie hielt seinen Anspruch aber aufrecht, und nach der Niederlage der Italiener im Zweiten Weltkrieg wurde sein Kaiserreich restituiert. Haile Selassie spielte noch eine bedeutende Rolle in der OAU, 1974 wurde er endgültig gestürzt und die Monarchie abgeschafft.

### Osmanisches Reich
Der osmanische Sultan (Osmanisches Reich) konnte als Eroberer des byzantinischen Kaiserreiches spätestens seit dem 15./16. Jahrhundert nicht nur kaiserliche Machtfülle, sondern auch den kaiserlichen Rang beanspruchen. Die Sultan/Kalif-Tradition ist aber eine ganz andere als die europäische Kaisertradition. In arabisch-persisch-türkisch-mongolischer Misch-Tradition standen im offiziellen Titel der osmanischen Herrscher die Bezeichnungen „Sultan“ (auch „Sultan der Sultane“), „Padischah“ (Großkönig) oder „Khan“ (auch „Khan der Khane“) ganz oben. Der Titel Kalif kam ab 1517 dazu, wurde aber erst ab 1774 wichtiger. Die Osmanen-Herrscher trugen aber auch den expliziten Titel „Kaiser der drei Städte von Konstantinopel, Adrianopel und Bursa“. Entsprechend wurde der osmanische Sultan später auch im diplomatischen Verkehr von den europäischen Mächten als „Kaiserliche Majestät“ anerkannt. 1922 wurde das osmanische Sultanat, 1924 das osmanische Kalifat aufgelöst.

### Zentralafrikanisches Kaiserreich
Als Rückgriff auf die bonapartistische Kaisertradition des 19. Jahrhunderts erscheint das kurzlebige postkoloniale Kaiserreich in der heutigen Zentralafrikanischen Republik. Der dort seit 1966 durch einen Putsch zur Macht gelangte Präsident Jean-Bédel Bokassa, ein früherer Unteroffizier der französischen Kolonialstreitkräfte, proklamierte sich 1977 zum Empereur und imitierte dabei die Selbstkrönung Napoleons I. mit in Paris hergestellten Krönungsinsignien. Dieses Kaiserreich bestand nur zwei Jahre, denn bereits 1979 wurde Bokassa gestürzt.

## Liste der Kaiser

### Europäische Kaiser
- Liste der römischen Kaiser der Antike
- Liste der byzantinischen Kaiser
- Liste der römischen Kaiser (800–924)
- Liste der römisch-deutschen Herrscher
- Kaiser von Österreich
- Deutscher Kaiser
- Liste der Herrscher von Bulgarien
- Zaren Serbiens
- Kaiser des Russischen Reiches
- Napoléon Bonaparte
- Napoléon III.

### Außereuropäische Kaiser
- Chinesische Kaiser
- Japanische Kaiser
- Liste der Kaiser von Äthiopien
- Iranische Schahs
- Liste der Sultane des Osmanischen Reichs
- Liste der Großmoguln
- Kaiser Haitis
- Kaiser Brasiliens
- Kaiserdynastien Vietnams
- Liste der Kaiser von Mexiko
- Liste der Herrscher Koreas
- Kaiser von Mandschukuo
- Jean-Bédel Bokassa (Bokassa I.)